# ویسنکرکه
ویسنکرکه (به هلندی: Wissenkerke) یک منطقهٔ مسکونی در هلند است که در نورد-بیفه‌لاند واقع شده‌است. ویسنکرکه ۱٬۰۷۸ نفر جمعیت دارد.